# Intersilita
La intersilita és un mineral de la classe dels silicats. Rep el nom en al·lusió a la seva posició intermèdia entre els silicats en capes i en bandes.

## Característiques
La intersilita és un silicat de fórmula química Na₆Mn(Ti,Nb)Si₁₀(O,OH)₂₈(H₂O)₄. Cristal·litza en el sistema monoclínic. La seva duresa a l'escala de Mohs es troba entre 3 i 4.
Segons la classificació de Nickel-Strunz, la intersilita pertany a «09.EE - Fil·losilicats amb xarxes tetraèdriques de 6-enllaços connectades per xarxes i bandes octaèdriques» juntament amb els següents minerals: bementita, brokenhillita, pirosmalita-(Fe), friedelita, pirosmalita-(Mn), mcgillita, nelenita, schal·lerita, palygorskita, tuperssuatsiaïta, yofortierita, windhoekita, falcondoïta, loughlinita, sepiolita, kalifersita, gyrolita, orlymanita, tungusita, reyerita, truscottita, natrosilita, makatita, varennesita, raïta, shafranovskita, zakharovita, zeofil·lita, minehil·lita, fedorita, martinita i lalondeïta.

## Formació i jaciments
Va ser descoberta al mont Al·luaiv, situat al massís de Lovozero, dins l'óblast de Múrmansk (Districte Federal del Nord-oest, Rússia). Es tracta de l'únic indret on ha estat descrita aquesta espècie mineral.